# Les Nuits d'une demoiselle
 (juillet 2020).
Si vous disposez d'ouvrages ou d'articles de référence ou si vous connaissez des sites web de qualité traitant du thème abordé ici, merci de compléter l'article en donnant les références utiles à sa vérifiabilité et en les liant à la section « Notes et références ».
Les Nuits d'une demoiselle est probablement la chanson la plus connue de Colette Renard. Cette chanson paillarde comprend sept couplets évoquant diverses pratiques sexuelles uniquement par des périphrases.
Les versions sorties sur le 45 tours EPL 8141 et sur le 33 tours Récital 65 LD 658 30, sont édulcorées. Le verso de la pochette de Récital 65 porte d'ailleurs la mention « version épurée ».

## Genèse, développement, enregistrement
Cette chanson a été produite par la maison de disques Vogue. L'idée d'un album consacré aux chansons paillardes serait née lors d'un dîner rassemblant Colette Renard, Guy Breton et Raymond Legrand.

## Composition et paroles
La chanson est composée de neuf couplets, chacun comprenant quatre rimes croisées. Le premier couplet pose le contexte : la « demoiselle » annonce ce qu'elle fait de ses nuits.
Les sept couplets du milieu sont exclusivement composés d'expressions imagées qui évoquent différentes pratiques sexuelles : « Je me fais sucer la friandise », « Je me fais frotter la péninsule », « Je me fais gâter le matou », sans avoir recours ni à des mots argotiques ou grossiers, ni à des formulations vulgaires.
Dans le dernier couplet, la narratrice précise ce qu'elle fait durant la journée : « je baise, tout simplement ».
Le terme de « demoiselle », qui dans les années soixante désignait encore quasiment exclusivement une femme vierge[réf. nécessaire], est ici utilisé de manière ironique, puisque la personne en question décrit des activités récurrentes qui font qu'elle ne l'est plus.

## Reprises
- En 2007, Victoria Abril l'enregistre pour son album Olala! (Topami Music / Sony BMG).
- En 2009, la chanson est reprise par Catherine Delourtet dans la comédie musicale Folles Noces[4].
- En 2010, Clotilde Courau ré-interprète cette chanson au Crazy Horse[5].
- En 2010, elle a été reprise par Marie Dauphin sur son album Souvenirs Savons.
- En 2013, elle est fredonnée par Thierry Frémont dans le film Quai d'Orsay de Bertrand Tavernier.
- En 2014, cette chanson a été reprise et modifiée par Jeanne Cherhal qui a remplacé toutes les expressions originales par des allusions à Internet et aux réseaux sociaux[6],[7].
- En 2015, le groupe Opium du peuple la reprend sur son album La Revanche des clones[8].
- En 2020, elle a été reprise par Allan Vermeer.